# Стеван Шалајић
Стеван Шалајић (Борча, 23. јуни 1929 — Нови Сад, 1. јули 2002) био је српски глумац.

## Биографија
Рођен је 23. јуна 1929. године у Борчи код Београда где је живео само пола године. Рано детињство је провео шумарској кући 7 километара удаљеној од Апатина, где му је отац шумар, био са службом. Одрастао је окружен шумом у близини Дунава, био је треће најмлађе дете у породици Шалајић. Породица Шалајић се због потребе очеве службе често селила 1937. Стапар, 1938. до 1940. године Бездан где је Стеван научио мађарски језик и завршио пети разред основне школе. У Сомбору је од 1941. до 1948. ишао у гимназију где је и матурирао. У току гимназијског школовања Стеван Шалајић се аматерски бавио глумом.
Глумио је у великом броју позоришних представа (око 200 улога). Био је члан ансамбла Народног позоришта у Сомбору од 1946. до 1948. године, када прелази у Српско народно позориште у Новом Саду, где остаје до пензионисања 1990. године. Био је првак драме овог позоришта.
Био је члан Удружења драмских уметника Србије. Играо је и на филму и телевизији.
Преминуо је 1. јула 2002. године у Новом Саду у 73-ој години живота.

## Неке од улога у позоришту
- Помет, Марин Држић: „Дундо Мароје“;
- Клеонт, Молијер: „Грађанин племић“;
- Трофимов, Антон Павлович Чехов: „Вишњик“;
- Брут, Вилијам Шекспир: „Јулије Цезар“;
- Јован и Ружичић, Јован Стерија Поповић: „Покондирена тиква“;
- Алваро Манђакавало, Тенеси Вилијамс: „Тетовирана ружа“;
- Тошица, Коста Трифковић: „Избирачица“;
- Џорџ, Едвар Олби: „Ко се боји Вирџиније Вулф“;
- Госер, Ђорђе Лебовић: „Викторија“;
- Ђока Глађеновић, Јаков Игњатовић: „Адам и берберин“;
- Војницки, Антон Павлович Чехов: „Ујка Вања“;
- Хљестаков, Николај Гогољ: „Ревизор“;
- глумац, Максим Горки: „На дну“;
- Ива Николин, Милош Николић: „Светислав и Милева“, режија Воја Солдатовић;
- Константин Грк, Душан Ковачевић: „Свети Георгије убива аждаху“, режија Егон Савин;
- Љубинко, Александар Поповић: „Љубинко и Десанка“;
- Марко Вујић, Јован Стерија Поповић: „Лажа и паралажа“;
- Били Питон, Душан Ковачевић: „Маратонци трче почасни круг“, режија Јагош Марковић;
- Таса, Бранислав Нушић: „Сумњиво лице“, режија Дејан Мијач;
- Василије Шопаловић, Љубомир Симовић: „Путујуће позориште Шопаловић“, режија Егон Савин;
- професор, Душан Ковачевић: „Сабирни центар“, режија Љубослав Мајера;

## Телевизија
- Џандрљиви муж
- Све што је било лепо
- Шта се догодило с Филипом Прерадовићем
- Анчика Думас
- Отац или самоћа
- Швабица
- Било, па прошло - серија
- Кир Јања
- Поп Ћира и поп Спира - серија
- Балкан експрес 2 - серија
- Јевреји долазе
- Највише на свету целом - серија

## Филм
- 1959. — Kampo Mamula
- 1961. — Избирачица
- 1970. — Лепа парада
- 1971. — Доручак с ђаволом
- 1979. — Трофеј
- 1982. — Залазак сунца
- 1983. — Тимочка буна

## Награде и признања
- 2 Стеријине награде за глумачко остварење 1961. и 1966. године
- бројне награде на Сусретима војвођанских позоришта
- Орден рада са сребрним венцем 1961. године
- златна медаља "Јован Ђорђевић" 1983. године
- Октобарска награда Новог Сада 1970. године
- „Златни смијех“, на IX данима сатире „Јазавац“, Загреб, 1984. године
- Орден заслуга за народ са сребрним зрацима, 1986. године
- „Искра културе Војводине“, 1989. године
- Статуета Јоаким Вујић, 1998. године
- "Добричин прстен", 1999. године